# Gábor Ignác
Gábor Ignác, született Lederer Ignác (Komlós, 1868. április 13. – Budapest, 1945. január 10.) irodalomtörténész, műfordító.
Gábor Marianne festőművész és Gábor György író apja.

## Életpályája
Lederer Gábor és Klein Sarolta fia. A gimnáziumot Losoncon, az egyetemet Budapesten és a párizsi Sorbonne-on végezte. Az 1900-as évek elején a budapesti Munkácsy Mihály utcában fiúnevelő intézetet alapított, melyet évtizedeken át vezetett. 1909-ben létrehozta és öt éven át vezette a Vándordiák Egyesületet (turistaegyesület), szerkesztette a Vándordiák Évkönyvet. Az első világháború idején diákszociális akciókat irányított. 1918–19-ben megindította és szerkesztette a Forradalmi Könyvtár című sorozatot. Verstani tárgyú munkái élénk vitákat váltottak ki. Több költői munkát, köztük az ó-izlandi Edda-dalokat és héber költők műveit fordította magyarra. Fordított még szanszkritból (páldául a Mritsakatika című drámát), hollandból (Multatuli), franciából és olaszból is. Bánóczi Józseffel együtt szerkesztette a Népszerű Zsidó Könyvtár című sorozatot. E sorozat részeként jelent meg az 1920-as évek elején a humanizmus korának itáliai zsidó költőjéről, Manoellóról (Imánuel Haromí) írt monográfiája.
Negyvenéves korában, 1908-ban vették fel a Reform páholyba, később a Március, majd a Világosság páholy munkájában vett részt.
A nyilasok – veje, Rónai Mihály András családjával együtt – 1945. január 10-én a budapesti Liszt Ferenc téren (más forrás szerint Lövölde téren) agyonlőtték. Feleségét, született Raiss Izabella Luciát szintén nyilasok ölték meg (Gönyű, 1944. december 10.)

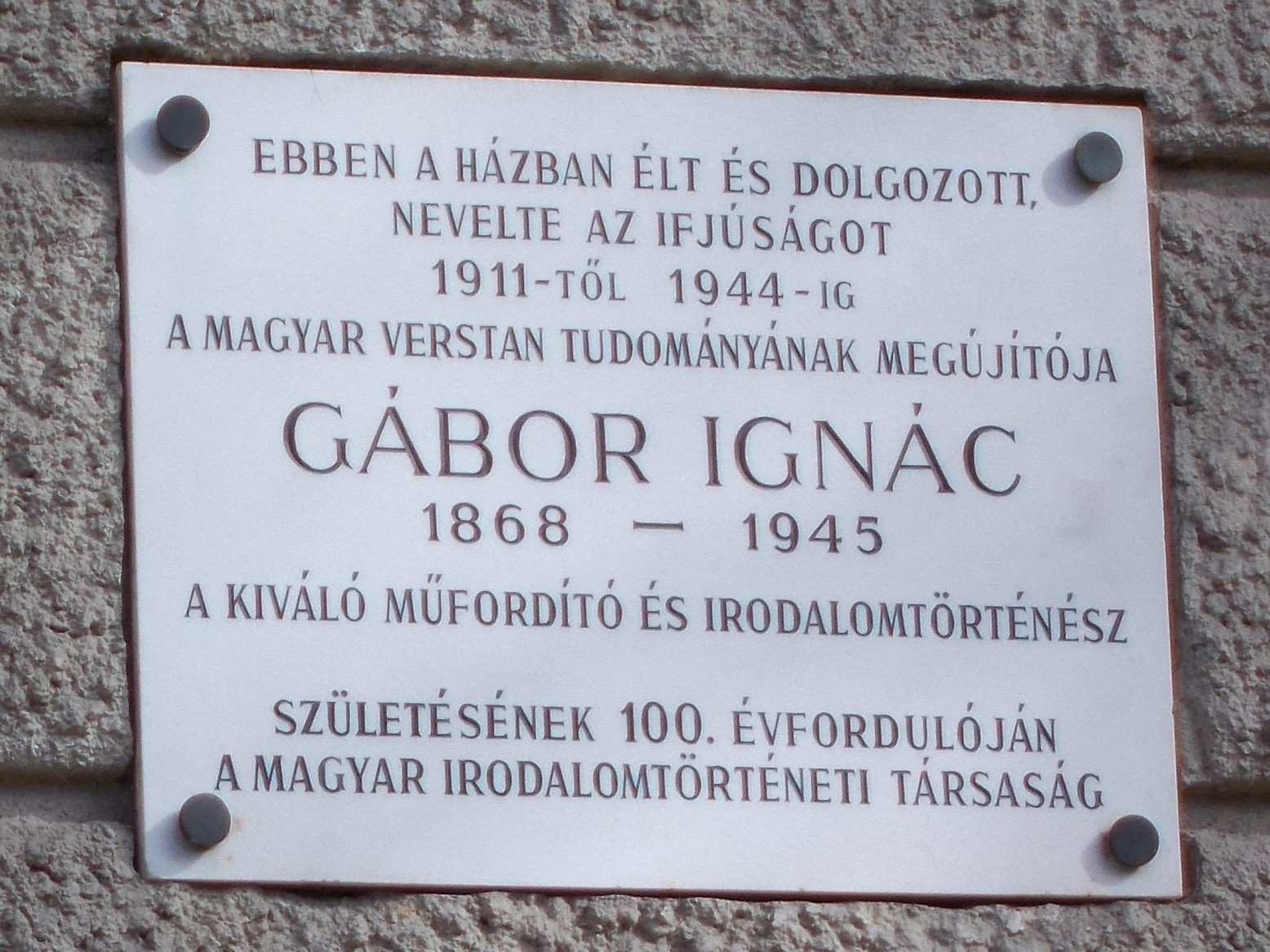
Gábor Ignác emléktábla, Budapest, Terézváros, Munkácsy Mihály utca 21.

## Emlékezete
- A Magyar Természetbarát Szövetség tagjainak kimagasló ifjúság (utánpótlás) nevelési tevékenységét Gábor Ignác emlékérem adományozásával ismeri el.
- A Pomáz fölötti Mosolygóhegyen egy pihenőt neveztek el róla. Az egykori Fiúnevelő Intézete falán emléktábla őrzi a nevét, Újpesten parkot, a Bajza utcában iskolát neveztek el róla.
- Szülőfalujában, a mai Füzérkomlóson is tábla őrzi emlékét.
- Terézváros Posztumusz Díszpolgári díjban részesült 1996-ban.

## Főbb művei
- A magyar ősi ritmus (Budapest, 1908)
- A magyar ritmus problémája (Budapest, 1925)
- A magyar ritmika válaszútja (Budapest, 1942)
- Alharízi, egy középkori héber költő (Fekete Sas Kiadó, Budapest, 1997).